# Olhalvo
Olhalvo is een plaats (freguesia) in de Portugese gemeente Alenquer en telt 2006 inwoners (2001).